# Puchar Polski (województwo łódzkie) w piłce nożnej mężczyzn (2021/2022)
W sezonie 2021/2022 Puchar Polski na szczeblu regionalnym w województwie łódzkim składał się z 3 rund, w których brały udział po 2 drużyny z każdego okręgu: Łódź, Piotrków Trybunalski, Sieradz oraz Skierniewice. Rozgrywki miały na celu wyłonienie zdobywcy Regionalnego Pucharu Polski w województwie łódzkim i uczestnictwo na szczeblu centralnym Pucharu Polski w sezonie 2022/2023.

## Uczestnicy
| III liga                                                        | IV liga |
| --------------------------------------------------------------- | --- |
| - ŁKS II Łódź - OPP Łódź - Unia Skierniewice - OPP Skierniewice | - RKS Radomsko - OPP Piotrków Tryb. - Warta Sieradz - OPP Sieradz - Widzew II Łódź - OPP Łódź - Orkan Buczek - OPP Sieradz - Polonia Piotrków Trybunalski - OPP Piotrków Tryb. - Orzeł Nieborów - OPP Skierniewice |

## 1/4 finału
Pary 1/4 finału, tak jak następną fazę, rozlosowano 5 stycznia 2022 roku, natomiast mecze rozegrano 6 kwietnia tegoż roku.
| 6 kwietnia 2022 | Widzew II Łódź                                             | 3:2   | ŁKS II Łódź                                  |  |
| 12:00           | 19' Ignacy Dawid · 69' Daniel Mąka · 78' Daniel Chwałowski | (1:0) | 52' Błażej Radwanek · 59' Michał Karlikowski |  |

| 6 kwietnia 2022 | RKS Radomsko                         | 2:1   | Warta Sieradz          |  |
| 16:00           | 29' Artur Gieraga · 86' Kamil Odolak | (1:1) | 4' Krystian Stolarczyk |  |

| 6 kwietnia 2022 | Polonia Piotrków Trybunalski                | 3:5 (pd.) | Orzeł Nieborów                                                                                               |  |
| 16:30           | 4' Deniz Kösem · 14', 61' Kacper Piotrowski | (2:2)     | 19' Wołodymyr Mołodczenko · 44' Kacper Stencel · 71' Michał Redzisz · 108' Piotr Jaworski · 117' Piotr Tkacz |  |

| 6 kwietnia 2022 | Orkan Buczek          | 1:6   | Unia Skierniewice                                                                                                 |  |
| 17:00           | 84' Mateusz Kaflowski | (0:1) | 27', 61' Andrzej Krajewski · 48' Mateusz Stępień · 51' Konrad Niedzielski · 63' Miłosz Nowak · 83' Oskar Szczodry |  |

## 1/2 finału
Pary półfinałowe rozlosowano 5 stycznia 2022 roku, natomiast mecze rozegrano 25 maja tegoż roku.
| 25 maja 2022 | Widzew II Łódź                                                 | 3:2   | Unia Skierniewice                      |  |
| 17:00        | 16', 30' Filip Przybułek · 90' Ricardo Gonçalves do Nascimento | (2:0) | 59' Mariusz Stępień · 70' Miłosz Nowak |  |

| 25 maja 2022 | Orzeł Nieborów | 0:6   | RKS Radomsko |  |
| 18:00        |                | (0:3) | 15' Kamil Odolak · 20' Bartosz Machaj · 45' Sebastian Miśkowiec · 49' Bartosz Sitkowski · 60' (sam.) Radosław Grefkowicz · 70' Jean Carlos Cortés |  |

## Finał
Finał został rozegrany 15 czerwca 2022 roku na stadionie Widzewa w Łodzi. W nim RKS Radomsko pokonało rezerwy Widzewa Łódź po rzutach karnych zdobywając Regionalny Puchar Polski w województwie łódzkim, dzięki czemu drużyna z Radomska uzyskała możliwość gry na szczeblu centralnym Pucharu Polski w sezonie 2022/23.
| 15 czerwca 2022 | Widzew II Łódź                                          | 2:2 k. 3:5    | RKS Radomsko                                |                      |
| 18:00           | 29' Ricardo Gonçalves do Nascimento · 90' Adam Dębiński | (1:0, k. 3:5) | 53' Jakub Załucki · 55' Sebastian Miśkowiec | Stadion Widzewa Łódź |